# Tongijczycy
Tongijczycy, także Tongańczycy – rdzenni mieszkańcy archipelagu Tonga, odłam Polinezyjczyków.
W 1994 roku ich liczebność wynosiła 106 tysięcy, z czego 96 tysięcy zamieszkiwało Tonga, zaś pozostałe 10 tysięcy stanowili emigranci (głównie w USA, Kanadzie, Nowej Zelandii i Australii). Posługują się językiem tonga z rodziny polinezyjskiej oraz językiem angielskim. Wyznają chrześcijaństwo (w 77% protestantyzm, 20% katolicyzm, 3% mormonizm). Tradycyjnymi zajęciami Tongijczyków są rolnictwo (uprawa palmy kokosowej, jamsu i taro) i rybołówstwo. W XVIII w. szybko rozwijało się rzemiosło. Powstał przemysł, m.in. drzewny i przetwórczy.
Tongijczycy zasiedlają wyspy Tonga od XIII stulecia p.n.e., w X wieku n.e. stworzyli niepodległe państwo w archipelagu i na kilku sąsiednich wyspach.